# Институт физиологии имени А. А. Богомольца НАН Украины

Институт физиологии имени А. А. Богомольца Национальной академии наук Украины — научно-исследовательский институт, посвящённый биомедицинским исследованиям в области физиологии, биофизики, патофизиологии, нейробиологии. Это ведущий исследовательский центр в Украине в области неврологии, электрофизиологии и сердечно-сосудистых заболеваний.

## История
Его предшественниками являются: Институт клинической физиологии АН УССР (основан 9 мая 1934) и Институт экспериментальной биологии и патологии МЗ УССР (основан в 1930). Оба института длительное время возглавлялись А. А Богомольцем и в 1953 году при их объединении созданному Институту физиологии было дано его имя.
Институт находится на территории мемориального дендропарка им. О. О. Богомольца, который внесён в Государственный реестр национального культурного достояния и находится в исторической части Киева.
В состав института входят 13 научных отделов и исследовательская лаборатория биологии стволовых клеток.
Работы института были отмечены 10-ю Государственными премиями СССР и Украины, 17-ю премиями им. Богомольца, 3-мя премиями имени И. М. Сеченова (Владимир Скок, 1971; Платон Костюк, 1977; Филипп Серков, 1989).
В институте работает Специализированный Ученый Совет по присуждению научных степеней кандидатов и докторов биологических наук по специальностям биофизика, физиология человека и животного; медицинским наукам по специальности патологическая физиология, а также присуждаются научные степени доктора философии.
С 1966 до 2010 год руководил институтом П. Г. Костюк.
Институт издаёт несколько рецензируемых научных журналов. В 1969 году был учреждён журнал «Нейрофизиология», который стал первым журналом в СССР, посвящённым нейронаукам, переводился на английский язык как «Neurophysiology».